# The Souldiers
The Souldiers is een soulpopband uit Amsterdam. De band bestaat uit de zussen Sofie van Dijck (1986) op zang en gitaar, Cato van Dijck (1988) op zang, hun broer Joost van Dijck (1983) op drums, Daniel de Vries op gitaar, Chris Dros op hammondorgel en Robin van Baaren op basgitaar.
De band speelde al een paar jaar samen toen ze ontdekt werden door 'muziekprofessor' Leo Blokhuis.
In 2010 brachten ze hun eerste ep uit, 'Fuel for fire'. Deze werd uitgebracht op Coolhouse, het label van Blokhuis en zijn partner, zangeres en actrice Ricky Koole.
In 2010 waren The Souldiers huisband bij het tv-programma De Wereld Draait Door.
April 2011 kwam het eerste album van The Souldiers uit; These times, met daarop de singles Down On Me en These Times.
Ze werden uitgeroepen tot 3FM Serious Talent. Ook speelden ze in het naprogramma van VanVelzen in de Heineken Music Hall.
Zangeressen Sofie en Cato zingen tevens mee als achtergrondzangeressen mee bij de grote shows van VanVelzen.
Cato, Joost en Daniel hebben als nieuwe band My Baby de drie albums My Baby Loves Voodoo! (2013), Shamanaid (2015) en Prehistoric Rhythm (2017) uitgebracht.

## Discografie
- Fuel for Fire (2010) (EP)
- These Times (2011)

- International Standard Name Identifier: 0000 0004 7048 1620
- MusicBrainz: cc65b613-3e01-481e-91b6-7beb343121f1